# 50 kilomètres marche aux Jeux olympiques d'été de 1988
Navigation
Los Angeles 1984 Barcelone 1992
L'épreuve du 50 kilomètres marche masculin aux Jeux olympiques de 1988 s'est déroulée le 30 septembre 1988 dans les rues de Séoul, en Corée du Sud, avec une arrivée au Stade olympique. Elle est remportée par le Soviétique Vyacheslav Ivanenko qui établit un nouveau record olympique en 3 h 38 min 29 s.

## Résultats
| Rang               | Athlète               | Pays               | Temps           | Notes |
| ------------------ | --------------------- | ------------------ | --------------- | ----- |
| Médaille d'or      | Vyacheslav Ivanenko   | Union soviétique   | 3 h 38 min 29 s | OR    |
| Médaille d'argent  | Ronald Weigel         | Allemagne de l'Est | 3 h 38 min 56 s |       |
| Médaille de bronze | Hartwig Gauder        | Allemagne de l'Est | 3 h 39 min 45 s |       |
| 4                  | Aleksandr Potashov    | Union soviétique   | 3 h 41 min 00 s |       |
| 5                  | José Marín            | Espagne            | 3 h 43 min 03 s |       |
| 6                  | Simon Baker           | Australie          | 3 h 44 min 07 s |       |
| 7                  | Bo Gustafsson         | Suède              | 3 h 44 min 49 s |       |
| 8                  | Raffaello Ducceschi   | Italie             | 3 h 45 min 43 s |       |
| 9                  | Dietmar Meisch        | Allemagne de l'Est | 3 h 46 min 31 s |       |
| 10                 | Pavol Szikora         | Tchécoslovaquie    | 3 h 47 min 04 s |       |
| 11                 | Giovanni Perricelli   | Italie             | 3 h 47 min 14 s |       |
| 12                 | Pavol Blažek          | Tchécoslovaquie    | 3 h 47 min 31 s |       |
| 13                 | Jorge Llopart         | Espagne            | 3 h 48 min 09 s |       |
| 14                 | François Lapointe     | Canada             | 3 h 48 min 15 s |       |
| 15                 | Martín Bermúdez       | Mexique            | 3 h 49 min 22 s |       |
| 16                 | Alain Lemercier       | France             | 3 h 50 min 28 s |       |
| 17                 | Roman Mrázek          | Tchécoslovaquie    | 3 h 50 min 46 s |       |
| 18                 | Reima Salonen         | Finlande           | 3 h 51 min 36 s |       |
| 19                 | Andrew Jachno         | Australie          | 3 h 53 min 23 s |       |
| 20                 | Stefan Johansson      | Suède              | 3 h 53 min 34 s |       |
| 21                 | José Pinto            | Portugal           | 3 h 55 min 57 s |       |
| 22                 | Marco Evoniuk         | États-Unis         | 3 h 56 min 55 s |       |
| 23                 | Carl Schueler         | États-Unis         | 3 h 57 min 44 s |       |
| 24                 | Jacek Bednarek        | Pologne            | 3 h 58 min 31 s |       |
| 25                 | Manuel Alcalde        | Espagne            | 3 h 59 min 13 s |       |
| 26                 | Vitaly Popovych       | Union soviétique   | 3 h 59 min 23 s |       |
| 27                 | Les Morton            | Royaume-Uni        | 3 h 59 min 30 s |       |
| 28                 | Paul Blagg            | Royaume-Uni        | 4 h 00 min 07 s |       |
| 29                 | Li Baojin             | Chine              | 4 h 00 min 07 s |       |
| 30                 | Héctor Moreno         | Colombie           | 4 h 01 min 31 s |       |
| 31                 | Tadahiro Kosaka       | Japon              | 4 h 03 min 12 s |       |
| 32                 | Sandro Bellucci       | Italie             | 4 h 04 min 56 s |       |
| 33                 | Arturo Bravo          | Mexique            | 4 h 08 min 08 s |       |
| 34                 | Andrew Kaestner       | États-Unis         | 4 h 12 min 49 s |       |
| 35                 | William Sawe          | Kenya              | 4 h 25 min 24 s |       |
| —                  | Erling Andersen       | Norvège            | DNF             |       |
| —                  | Godfried Dejonckheere | Belgique           | DNF             |       |
| —                  | Sándor Urbanik        | Hongrie            | DNF             |       |
| —                  | Jan Staaf             | Suède              | DNF             |       |
| —                  | Jean-Marie Neff       | France             | SQ              |       |
| —                  | Eric Neisse           | France             | DQ              |       |
| —                  | Hernán Andrade        | Mexique            | DQ              |       |

## Légende
Records et Performances
- AR : Record continental (area record)
- CR : Record des championnats (championship record)
- MR : Record du meeting (meet record)
- NR : Record national (national record)
- OR : Record olympique (olympic record)
- PR : Record paralympique (paralympic record)
- PB : Record personnel (personal best)
- SB : Meilleure performance personnelle de la saison (season's best)
- WL : Meilleure performance mondiale de l'année (world leader)
- WJR : Record du monde junior (world junior record)
- WR : Record du monde (world record)

Circonstances et Conditions
- DNF : N'a pas terminé (did not finish)
- DNS : N'a pas pris le départ (did not start)
- DQ : Disqualification (disqualification)
- NM : Aucun essai valable enregistré (No Mark)
- Q : Qualifié « directement » au prochain tour (ou à la prochaine compétition), lors d'une compétition majeure, grâce au classement ou à la réalisation des minima (automatic qualifier)
- q : Qualifié au prochain tour (ou à la prochaine compétition), lors d'une compétition majeure, grâce au repêchage ou à la réalisation de l'une des meilleures performances parmi celles des « non qualifiés directement » (grâce au meilleur temps ou à la meilleure distance par exemple) (secondary qualifier)